# 堀井新太
堀井新太（／ Horii Arata，1992年6月26日—），日本男性演員團體D-BOYS、D☆DATE成員，所屬經紀公司為渡边娱乐。身高176公分、血型A型。

## 來歷
- 2010年9月19日 在約3萬人報名的徵選會中獲得優勝、加入D☆DATE和D-BOYS。
- 2011年4月 在中京テレビ的節目『サタメン!!!』中擔任主持人。

## 人物
- 興趣、特技：運動，棒球。
- 高中所屬社團為軟式棒球部。
- 是個天然呆。

## 演出作品

### 電視節目
- D-BOYS BE AMBITIOUS（2010年9月- 12月、東京電視台・BSJapan）
- 世界ウルルン滞在記 みんな元気に!復活スペシャル（2011年4月10日、MBS/TBS系）
- サタメン!!!（2011年4月 - 2012年3月、中京電視台）
- みんなのアメカン（2012年4月 - 8月、日本電視台）
- うまいッ!（2012年4月 - 、NHK）
- 年末ナビ キラキラ☆姫気分（2012年12月、NHK総合/教育）
- ディズニーリゾート ゴクトク10（2013年6月 - 、迪士尼頻道）

### 電視劇
- Friday Break（2011年4月 - 6月、TBS）- 飾 雙葉芹
- 花樣少年少女2011（2011年7月10日 - 9月18日、富士電視台）- 飾 熊取仁
- 放學後再推理 3回 表 / 裏（2012年5月21日 - 28日、TBS）- 飾 門倉照也
- D×TOWN 第3弾「ボクらが恋愛できない理由」（2012年1日 - 22日、東京電視台）- 飾 戶川龍一
- SUGARLESS（無糖）第9話 - 第10話（2012年11月28日 - 12月5日、日本電視台）- 飾 正門夕志
- 小暮寫真館（2013年3月31日 - 4月21日、NHK BS Premium）- 飾 店子力
- D-BOYS 10th Anniversary Project Short Film Festival「10年目の告白」（2014年1月24日、朝日放送）- 飾 長谷川健吾
- 戀文日和 第7話「ヒミツの交換日記」（2014年2月17日、日本電視台） - 飾 筒井ノブオ
- 警視廳心理搜查官・明日香4（2014年6月16日、TBS） - 飾 白駒基樹
- 水手服殭屍 第10話（2014年6月27日、東京電視台）- 飾 太一
- GTO（2014年7月8日 - 9月16日、關西電視台・富士電視台） - 飾 徳山宏尚
- 惡作劇之吻2〜Love in TOKYO〜（2014年、富士電視台TWO） - 飾 鴨狩啓太
- 阿政與愛莉 第82話 - 第143話（2015年1月8日 - 3月20日、NHK）- 飾 森野一馬
- 大河劇（NHK）
  - 花燃 第22話 - 最終話（2015年5月31日 - 12月13日） 飾中原復亮
  - 西鄉殿 第2話 - 最終話（2018年1月14日 - 12月16日） 飾 村田新八
- 表參道高校合唱部！（2015年7月17日 - 9月25日、TBS電視台）飾 櫻庭大輔
- 掟上今日子的備忘錄 第2話（2015年10月17日、日本電視台） 飾 鯨井留可
- 下町火箭 第6話 - 最終話（2015年11月22日 - 12月20日、TBS） 飾 鈴木健兒
- 警視廳零系 生活安全科萬能諮詢室（2016年1月15日 - 2月26日、東京電視台） 飾 中島敦夫
- 愛愛外星人 第5・12・16・17・27話 （2016年7月28日・8月11日・25日・9月22日、富士電視台） 飾 吉江健一郎
- 伝七捕物帳 最終話（2016年9月9日、NHK BS Premium） 飾 慎吾
- 電視劇甲子園「變身」（2016年10月19日、富士電視台TWO） 飾 河野響
- 感情8號線 第1・5・6話（2017年1月15日・2月12日・19日、富士電視台TWO） 飾 貴ちゃん
- 被討厭的監察官 音無一六SP（2017年1月18日、東京電視台） 飾 加藤和馬
- 被討厭的勇氣 第5話 - 最終話（2017年2月9日 - 3月16日、富士電視台） 飾 庵堂悠真
- 人間的証明（2017年4月2日、朝日電視台） 飾 郡恭平
- 三個奶爸（2017年4月19日 - 6月21日、TBS） 飾 平林拓人（主演）
- 黑色復仇（2017年10月5日 - 12月8日、讀賣電視台・日本電視台） 飾 高槻裕也
- 戀愛工學（2017年12月28日、朝日電視台）飾 渡邊正樹（與泷藤贤一雙主演）
- Dolmen X（2018年3月11日 - 4月1日、日本電視台） 飾 Sai
- 直到雨停的那一天（2018年8月4日 - 9月29日 、東海電視台） 飾 谷川和也
- 鐵證懸案2～真相之門～ 第1話（2018年10月13日、WOWOW）
- 盤上的Alpha（2019年2月3日 - 24日、NHK BS Premium） 飾 伊達和壽
- 離婚的二人 後篇（2019年4月12日、朝日電視台）
- 殺人草莓夜SAGA 第2・3話（2019年4月18日・25日、富士電視台） 飾 三島耕介
- 警視廳搜查資料管理室 第7・8話（2019年5月13日・20日、BS富士） 飾 早乙女将太
- Legal Heart〜重建生命的律師〜（2019年7月22日 - 9月2日、東京電視台） 飾 池田伸司
- 事故調小姐（2019年10月18日 - 12月20日、NHK綜合） 飾 野津田燈
- 刑事和檢事～所轄與地檢的24時～ 第5話（2020年2月13日、朝日電視台） 飾 神田川博史
- 人氣女神：拉麵食遊記 第4話（2020年5月11日、東京電視台） 飾 相川鐵也
- 家栽之人（2020年5月17日、朝日電視台） 飾 石川調査官
- 檢察官・佐方5～懷恨在心～（2020年9月6日、朝日電視台） 飾 高梨祥一
- 一億元的分手費 第1話 - 第4話（2020年9月27日 - 10月18日、NHK BS Premium・BS4K） 飾 青島雄太
- 流星（2021年3月22日、NHK BS Premium） 飾 中富
- 終點站系列37「停年のない殺意」（2021年4月1日、朝日電視台） 飾 伊庭崇彥
- 勿說是推理 第11話（2022年3月21日、富士電視台） 飾 前川
- 嗶友×戰士光輝亮麗力量！第37話「クラリスへと続くチーズを完成させよ！」（2022年3月27日、東京電視台） 飾 ミツボシレストランマックラヤミー
- DOUBLE（2022年6月4日 - 8月6日、WOWOW） 飾 轟九十九
- 石子與羽男：這種事能告嗎？ 第8話（2022年9月2日、TBS） 飾 香山洋
- 刑警七人 SEASON9 第1話（2023年6月7日、朝日電視台） 飾 浜崎修斗

### 手機配信戲劇
- ハイスクールドライブ〜目が覚めたら高校生だった〜（2012年11月 - 2013年1月、BeeTV）- 飾 蒼太

### 舞台劇
- 《D-BOYS STAGE》
  - 2011 秋公演「檢察方面的證人～麻布廣尾町殺人事件～」（2011年10月-11月）- 飾 神谷吾郎
  - Dステ11th「クールの誕生」（2012年）- 飾 北島和也
- 源平盛衰記異聞 巴御前 女武者傳說（2013年8月）- 飾 源義經

### 廣播
- D-BOYS BE AMBITIOUS（2010年9月 - 12月、InterFM）
- D-RADIO BOYS SUPER feat.牧田哲也 堀井新太（2012年1月 - 3月、bay-fm）
- D-RADIO BOYS SUPER feat.D☆DATE（2012年10月開始至今、bay-fm）

### 網路放送
堀井新太の5時間前のホリデーナイト（2012年1月 - 6月、あっ!とおどろく放送局）

### CD
D☆DATE
- 單曲
  - あと1cmのミライ（2010年12月1日）
  - CHANGE my LIFE（2011年4月6日）
  - DAY BY DAY（2011年7月27日）
  - Love Heaven（2012年1月11日）
  - JOKER（2012年2月22日）
  - GLORY DAYS（2013年6月12日）

- 專輯
  - 1st DATE（2012年4月25日）
- DVD
  - D☆DATE 1st Tour 2011 Summer DATE LIVE 〜手をつないで〜（2011年12月21日）
  - D☆DATE TOUR 2012 〜DATE A LIVE〜（2013年1月1日）

## 外部連結
- WE!マイページ 堀井新太[永久]
- 堀井新太オフィシャルブログ （页面存档备份，存于）(2013年6月3日～)
- 堀井新太的微博_微博
- 堀井新太BLOG
- 堀井新太的X（前Twitter）（日語）